# Ahmed Benaïssa
Pour les articles homonymes, voir Benaïssa.
Ahmed Benaïssa (en arabe : أحمد بن عيسى), né le 2 mars 1944 à Nedroma,, à Tlemcen et mort le 20 mai 2022 à Cannes, est un acteur Algerien qui a beaucoup travaillé en France

## Biographie
Ahmed Benaïssa est né en Algérie dans une famille de cinq filles et quatre garçons. Son père était un militant qui a été arrêté et emprisonné en Algérie. Il a  été libéré après l'indépendance algérienne. Il a ensuite déménagé à Paris, en France. Il a vécu près de dix-huit ans en France. Durant cette période, il suit une formation à l'École nationale de théâtre.
Il est père de deux garçons.

### Carrière
En 1971, Ahmed Benaïssa commence sa carrière au cinéma avec le film Étoile aux dents ou Poulou le magnifique réalisé par Derri Berkani. Il a joué le rôle 'Jibé' dans ce film. Fort du succès du film, il reçoit plusieurs films les années suivantes comme les films algériens Leïla et les autres en 1977 réalisé par Sid Ali Mazif, Buamama en 1985 réalisé par Benamar Bakhti et la comédie populaire Le Clandestin en 1989 réalisé par Bakhti.
Il joue le rôle principal de 'Haroun' dans le film L’Étranger de Camus. Il joue et met en scène au Théâtre national d'Alger ainsi qu'au théâtre régional d'Oran. Il a également dirigé le théâtre régional de Sidi Bel Abbès. En 2013, il remporte le prix de la meilleure réalisation pour le film Nedjma. Ahmed Benaïssa a joué le rôle de Rida dans le premier long métrage de Ramzi Ben Sliman Ma révolution. Il sort en France en août 2015. Au théâtre, la tournée avec Meursaults se poursuit en France en 2017.

### Mort
Ahmed Benaïssa meurt le 20 mai 2022 à l'âge de 78 ans, en pleine promotion du film Goutte d'or au festival de Cannes 2022, probablement d'une crise cardiaque. Il est inhumé au cimetière d'El-Alia à Alger dans les jours qui suivent.

## Filmographie

### Cinéma

#### Longs métrages
- 1971 : Étoile aux dents ou Poulou le magnifique : Moquerie
- 1977 : Leïla et les autres de Sid Ali Mazif
- 1985 : Buamama
- 1989 : Le Clandestin de Benamar Bakhti
- 1990 : De Hollywood à Tamanrasset de Mahmoud Zemmouri
- 1994 : Ville de Bab El Oued : l'Imam
- 1992 : MarathonTam de Rabie Ben Mokhtar
- 1994 : Le Démon au féminin
- 2006 : Mon colonel de Laurent Herbiet : Ben Miloud
- 2006 : Barakat ! de Djamila Sahraoui : l'agent d'accueil hospitalier
- 2006 : Rome plutôt que toi : le policier
- 2007 : Morituri d'Okacha Touita : Dîner des commissaires
- 2007 : Délice Paloma de Nadir Moknèche : Monsieur Bellil
- 2007 : Nuits d'Arabie : le berger
- 2008 : Mostefa Ben Boulaïd d'Ahmed Rachedi : Si Lakhdar
- 2009 : Harragas de Merzak Allouache : le père de Nasser
- 2010 : Hors la loi de Rachid Bouchareb : le père
- 2011 : Normal ! de Merzak Allouache : Ahmed
- 2013 : Sotto voce
- 2014 : J'ai dégagé Ben Ali
- 2014 : L'Homme d'Oran : Hassan
- 2014 : Les Portes du soleil de Jean-Marc Minéo : Mohamed
- 2014 : Krim Belkacem d'Ahmed Rachedi
- 2014 : Ma révolution de Ramzi Ben Sliman : Ida
- 2015 : Brume
- 2015 : Lotfi d'Ahmed Rachedi : Si Abdellah
- 2017 : Les Fantômes d'Ismaël d'Arnaud Desplechin : Farias
- 2018 : Frères ennemis : Raji
- 2019 : Papicha de Mounia Meddour : Hafid
- 2019 : Le Sang des loups d'Amar Sifodil : le commissaire
- 2022 : Goutte d'Or de Clément Cogitore : Younès
- 2022 : Habib, la grande aventure de Benoît Mariage : le père de Habib

#### Courts métrages
- 2010 : Le dernier passager
- 2013 : Warda Al Jazayria : Eyyam : lui-même

### Télévision

#### Séries télévisées
- 2019 : Wlad Hlal : père de Marzaq, Zino et Yahya
- 2021 :  Or de lui : le père de Joseph

#### Téléfilm
- 1980 : Kahla Oua Beida